# Avatar: The Game
Avatar: The Game is een third-person shooter actiespel gebaseerd op de film Avatar van James Cameron. Het spel is ontwikkeld door Ubisoft Montreal en op 1 december 2009 uitgebracht voor de PlayStation 3, Xbox 360, Microsoft Windows, Wii en Nintendo DS, met een PlayStation Portable-versie die later op 7 december werd uitgebracht. Het gebruikt dezelfde technologie als de film die in stereoscopisch 3D moet worden weergegeven. Op 19 mei 2010 zijn er bijna 2,7 miljoen exemplaren van het spel verkocht.
Het spel, dat fungeert als een prequel op de film, bevat de stemmen van Sigourney Weaver, Stephen Lang, Michelle Rodriguez en Giovanni Ribisi, die hun rollen uit de film opnieuw spelen. De casting en stemproductie voor Avatar: The Game werd verzorgd door Blindlight.
De online speelmogelijkheden van het spel zijn op 8 augustus 2014 stopgezet.